# Marguerite-Antoinette Couperin
Marguerite-Antoinette Couperin (1705 – ca. 1778) was een Frans klaveciniste, lid van de componistenfamilie Couperin en dochter van François Couperin, bijgenaamd Le Grand. Zij was actief aan het hof; 16 februari 1730 nam zij de taken van haar vader over als ordinaire de la musique de la chambre du roi voor het klavecimbel. Om gezondheidsredenen verkocht zij in 1741 het van haar vader geërfde ambt aan de musicus Bernard de Bury.
Marguerite-Antoinette Couperin was klavecimbellerares van de dochters van de koning. Er zijn geen werken van haar bekend.